# 2020년 하계 올림픽 수구 남자 예선
2020년 하계 올림픽 수구 남자 예선으로 총 12개국에게 올림픽 출전권이 주어지게 됐다. 개최국 1개국, 월드리그 우승국, 대륙별 올림픽 예선 토너먼트 대회 우승 5개국, 올림픽 최종 예선 토너먼트 상위 3개국이 그 대상이다.

## 예선 요약
| 종목                              | 날짜                    | 장소       | 쿼터 | 진출국            |
| --------------------------------- | ----------------------- | ---------- | ---- | ----------------- |
| 개최국                            | 빈칸                    | 빈칸       | 1    | 일본              |
| 2019년 FINA 월드 리그             | 2019년 6월 18일~23일    | 베오그라드 | 1    | 세르비아          |
| 2019년 FINA 세계 수영 선수권 대회 | 2019년 7월 15일~27일    | 광주광역시 | 2    | 이탈리아          |
| 2019년 FINA 세계 수영 선수권 대회 | 2019년 7월 15일~27일    | 광주광역시 | 2    | 스페인            |
| 2019년 팬아메리칸 게임            | 2019년 8월 4일~10일     | 리마       | 1    | 미국              |
| 오세아니아 대륙 선발전            | —                       | —          | 1    | 오스트레일리아    |
| 아프리카 대륙 선발전              | —                       | —          | 1    | 남아프리카 공화국 |
| 2020년 유럽 선수권 대회           | 2020년 1월 14일~26일    | 부다페스트 | 1    | 헝가리            |
| 2018년 아시안 게임                | 2018년 8월 25일~9월 1일 | 자카르타   | 1    | 카자흐스탄        |
| 세계 예선 토너먼트                | 2021년 2월 14일~21일    | 로테르담   | 3    | 크로아티아        |
| 세계 예선 토너먼트                | 2021년 2월 14일~21일    | 로테르담   | 3    | 그리스            |
| 세계 예선 토너먼트                | 2021년 2월 14일~21일    | 로테르담   | 3    | 몬테네그로        |
| 총합                              |                         |            | 12   |                   |

## 2019년 FINA 월드 리그
2019년 월드 리그 우승팀이 올림픽 본선에 진출한다.
| 순위 | 팀             |
| ---- | -------------- |
|      | 세르비아       |
|      | 크로아티아     |
|      | 오스트레일리아 |
| 4    | 스페인         |
| 5    | 헝가리         |
| 6    | 일본           |
| 7    | 카자흐스탄     |
| 8    | 캐나다         |

## 2019년 세계 선수권 대회
2019년 세계 수영 선수권 대회 상위 2개국이 올림픽 본선에 진출한다.
| 순위 | 팀                |
| ---- | ----------------- |
| 1    | 이탈리아          |
| 2    | 스페인            |
| 3    | 크로아티아        |
| 4    | 헝가리            |
| 5    | 세르비아          |
| 6    | 오스트레일리아    |
| 7    | 그리스            |
| 8    | 독일              |
| 9    | 미국              |
| 10   | 몬테네그로        |
| 11   | 일본              |
| 12   | 남아프리카 공화국 |
| 13   | 브라질            |
| 14   | 카자흐스탄        |
| 15   | 대한민국          |
| 16   | 뉴질랜드          |

## 대륙별 토너먼트전
5대륙별로 진행되는 예선 대회의 각 우승국이 올림픽 본선에 진출한다.

### 아시아
원래 2020년 2월 12일부터 16일까지 카자흐스탄 누르술탄에서 아시아 대륙토너먼트전이 열릴 예정이었다. 하지만 1월 말 카자흐스탄 정부가 코로나19 확산을 우려해 중화인민공화국과의 모든 항공편 운항 및 비자발급 중단 조치를 내리면서 대회가 불투명해졌고, 2월 중순 아시아 수영 연맹에서 2018년 아시안 게임의 경기 결과를 대륙별 쿼터 기준으로 삼기로 결정했다.

### 유럽
| 순위 | 팀         |
| ---- | ---------- |
| 1    | 헝가리     |
| 2    | 스페인     |
| 3    | 몬테네그로 |
| 4    | 크로아티아 |
| 5    | 세르비아   |
| 6    | 이탈리아   |
| 7    | 그리스     |
| 8    | 러시아     |
| 9    | 독일       |
| 10   | 조지아     |
| 11   | 루마니아   |
| 12   | 튀르키예   |
| 13   | 프랑스     |
| 14   | 슬로바키아 |
| 15   | 네덜란드   |
| 16   | 몰타       |

### 아메리카
| 순위 | 팀           |
| ---- | ------------ |
| 1    | 미국         |
| 2    | 캐나다       |
| 3    | 브라질       |
| 4    | 아르헨티나   |
| 5    | 쿠바         |
| 6    | 푸에르토리코 |
| 7    | 멕시코       |
| 8    | 페루         |

## 세계 예선 토너먼트
원래 2020년 5월 31일부터 6월 7일까지 네덜란드 로테르담에서 개최될 예정이었으나 코로나19 사태로 2021년 2월 14일부터 21일까지로 연기했고, 이후 재차 연기해 2월 21일부터 28일까지 열렸다. 대진표 추첨은 2020년 2월 11일 세계수영연맹 본부가 있는 스위스 로잔에서 열렸다. 상위 3팀이 올림픽 본선에 진출한다.

### 참가 팀
2020년 남자 수구 올림픽 예선 토너먼트

### 최종 순위
2020년 남자 수구 올림픽 예선 토너먼트

## 같이 보기
- 2020년 하계 올림픽 수구 여자 예선